# Rgaje
Rgaje (cirílico serbio: Ргаје) es un pueblo del municipio de Prokuplje, Serbia. Según el censo de 2002, el pueblo tiene una población de 26 personas.